# 佳能 EOS-1N
Canon EOS-1 N 是由佳能公司在1994年所發表的專業級35mm底片單眼相機，EOS-1N取代了原有的EOS-1 。EOS-1N在2000年被它的後繼機，EOS-1V所取代。
原本的EOS-1在1989年發表。EOS-1曾是第一台專業級的EOS相機，而它的目標市場是那些曾使用手動FD系統，例如Canon F-1和Canon T90的專業攝影師。EOS-1繼承了Luigi Colani所設計的T90的外型
EOS-1N是EOS-1的升級版本，有橫跨觀景窗的五個對焦點(EOS-1只有中央單個對焦點)、更好的密封性、更大的測光範圍，還有其他的改進。如同較舊的EOS-1一樣，EOS-1N使用的舊的 A-TTL 閃光燈系統，並不支援較新的 E-TTL 系統。EOS-1N在2001年推出EOS-1V作為後繼機型後即停產。

## 特色
在發表時，作為EOS的頂級產品，EOS-1N在鋁合金機身上包覆了聚碳酸酯。所有的外部按鈕、轉盤和EF接環都有防水滴密封。
觀景窗的眼平五稜鏡有100%畫面覆蓋率、附有曲光度調節，可在-3~+1間調整，亦內建有目鏡遮光片、可防止長時間曝光時有光線由目鏡打入底片室中。
EOS-1使用BASIS五點自動對焦系統，中央對焦點為十字形，而兩側四點只偵測垂直方向的對比。
測光模式包含了十六區權衡測光、中央偏重平均、局部測光(佔總畫面9%)、對焦點連動測光(3.5%)和中央點測光(2.3%)。ISO值可由底片暗盒上的DX碼自動決定，或是手動選擇6~6400間的值。
曝光模式除了有程式自動、快門先決、光圈先決和手動曝光外，另有景深自動測光，可以藉由兩個對焦距離自動算出合適的光圈值，使得指定的距離範圍都在景深內。
快門速度從1/8000秒到30秒，亦有B快門模式可選。閃燈同步速度最快可至1/250秒。
EOS-1N共有14個自訂功能可選，可讓使用者自訂如反光鏡鎖上，回片時留下片頭等。
對焦屏為可更換式，和其他EOS-1系列通用，也可選配 Canon Command Back E1 機背。
EOS-1N使用一個2CR5電池，選購 BP-E1 電池手把可裝4顆鹼性AA電池或鋰電池。選購 PB-E1 增壓手把可裝8顆AA電池並讓連拍速度增加到最快每秒六張。裝上 BP-E1 手把後合稱 EOS-1N DP (Dual Pack雙電源)；裝上 PB-E1 後合稱 EOS-1N HS。DP和HS除連拍速度有差以外，HS手把有垂直快門按鈕而DP只能用相機上原本的快門拍攝。PB-E1電池手把和BP-E1增壓手把都能和舊的EOS-1通用。
不含電池或外加手把的重量是855公克。

## 背景
EOS-1N有幾個可選的版本，單機身的EOS-1N比起前代的EOS-1有顯著的改進。EOS-1N DP是加上了 BP-E1 把手的EOS-1N，而 EOS-1N HS 是機身加上增壓把手。
一個EOS-1N和其它「1系列」缺少但其它較低階的機種有的功能是內建機頂閃光燈。少了機頂閃光燈可以有更好的機身堅固性。防塵防水滴的功能是經由專業用家建議後加入的功能，其他缺少的功能如EOS 5的眼控對焦和EOS 10的條碼讀取器等。上述二者均非專業級相機。
另一個EOS-1N和其他專業機種有的功能是可在手動曝光模式中，可以顯示當下的曝光值和標準曝光的差距。這項功能在較老的手動機種如F-1就有了，但其他有自動測光的機種在手動曝光時只會顯示建議的光圈/快門值、讓使用者決定要不要參考。EOS-1N的觀景窗內提供了類似於舊F-1的垂直式測光表，但由老式的類比指針改成電子LCD顯示，可以1/3，1/2或1EV的間隔顯示。如同 EOS 5，EOS-1N的觀景窗內LCD亮度會隨著外界亮度調整。
外加的電池把手是安裝在機身底部，增壓把手(PB-E1, EOS-1N RS)可裝8個AA電池或是鎳鎘電池，並可讓連拍速度從原先的3張增加到6張。增壓把手有獨立的快門按鈕和轉盤可在垂直拍攝時使用。電池把手(BP-E1, EOS-1N DP)較輕也較簡易，可同時裝入四個AA電池和一個鋰電池，並有一個開關可以切換電源，但此外並沒有其他的控制功能。比起增壓把手，電池把手更輕且更便宜。

## EOS-1N RS
除了標準的EOS-1N以外另有一個特化的機型──EOS-1N RS(Rapid Shot)在1995年發表，有著固定不可拆的增壓手把。RS版的反光鏡是固定式的半透明反光鏡，在按下快門曝光時觀景窗不會失明。固定式的反光鏡可讓相機以每秒十張的速度連拍，同時快門時滯(按下快門到開始曝光的時間差)低達6毫秒。如此高速機型所付出的代價是在光線通過反光鏡時會有35%的光線折入觀景窗，使得拍攝時要有+0.6EV的曝光補償，且半透明反光鏡亦會造成解析度的減損。到了2001年，新的EOS-1V發表之時，新的技術進步使得標準機型也可高速連拍，而Canon也不再製造固定反光鏡的RS機型。

## 數位機背

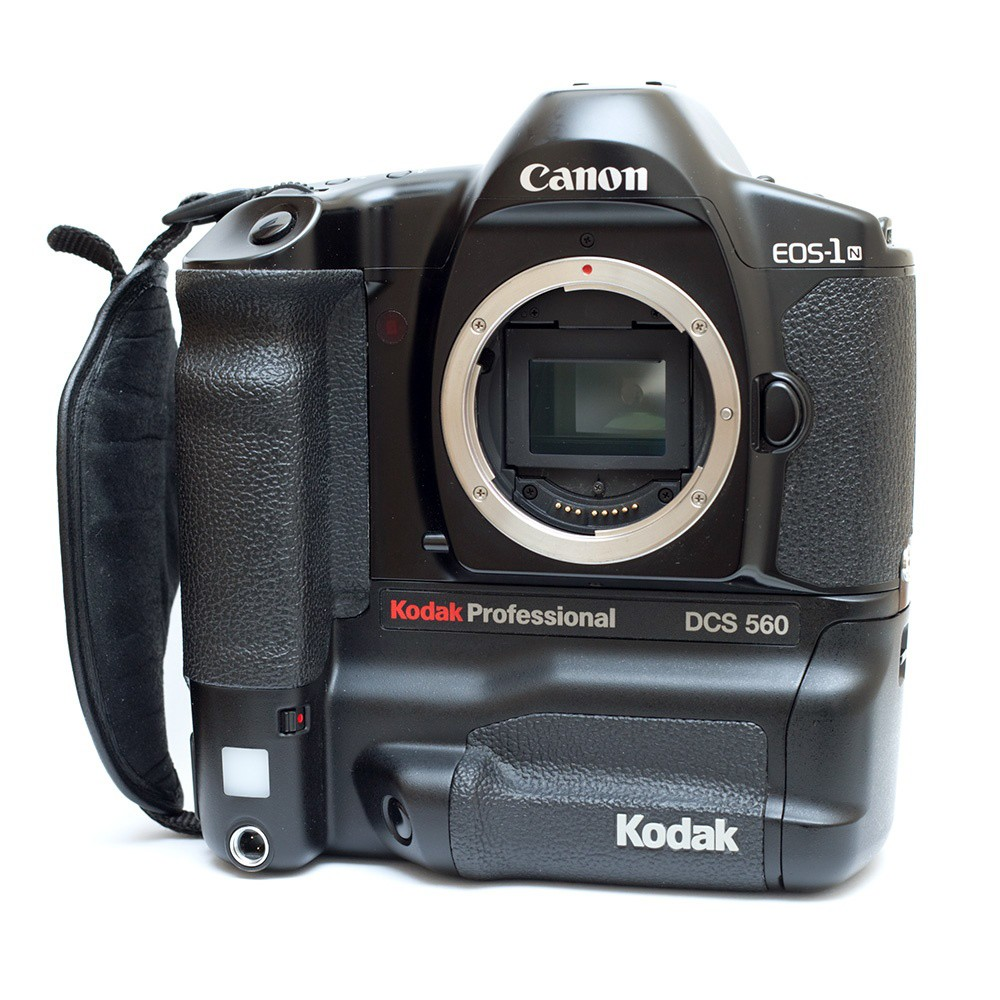
科達DCS 560，由EOS-1N改造而來的數位單眼之一

在1990年代，Canon和Kodak用EOS-1N的機身和科達的感光元件合作了新的數位單眼。這是Canon跨入數位單眼市場的第一步，而後有兩代數位相機。
第一代是1995年的科達EOS DCS系列，有600萬畫素的EOS DCS 1、150萬畫素的EOS DCS 3和130萬畫素的EOS DCS 5。EOS-1N的機身幾乎未有改動，就裝在可移除的科達數位機背上
這個合作關係延伸到了科達DCS 500系列，將EOS-1N機身和科達的數位元件融合，有200萬畫素的 DCS 520 和600萬畫素的 DCS 560，Canon將其稱為EOS D2000和D6000。後來Canon的專業機型就不再依靠科達的數位元件，並使用EOS-1V的機身為基礎，更新的後繼機型採用了獨立設計的機身。